# ميجان برينان
ميجان برينان (بالإنجليزية: Megan Jane Brennan) هي موظفة مدنية أمريكية، ولدت في 1961 في بوتسفيل في الولايات المتحدة.